# Victor Grignard
François Auguste Victor Grignard (Cherbourg, 6 mei 1871 – Lyon, 13 december 1935) was Frans chemicus die in 1912 de helft van de Nobelprijs voor Scheikunde won voor de ontwikkeling van een belangrijke syntheseroute: het naar hem vernoemde Grignard-reagens.

## Biografie
Grignard was de zoon van de scheepstimmerman Théophile Henri Grignard en diens echtgenote Marie Hébert Grignard. In 1899 won hij een studiebeurs voor de École Normale Spéciale in Cluny, met het doel om onderwijzer te worden. Na twee jaar werd de school gesloten. Hij en zijn klasgenoten werden overgeplaatst naar een andere school waar hij zijn studie voltooide en hij het geluk had om naar de Universiteit van Lyon te gaan.
Na zijn universitaire studie in Lyon, en een aanstelling van enige jaren aan de natuurwetenschappelijke faculteit in die stad, werd Grignard in 1910 hoogleraar organische chemie aan de Universiteit van Nancy. Gedurende de Eerste Wereldoorlog, werkte hij aan de vervaardiging van strijdgassen, zoals fosgeen en mosterdgas. Aan de Duitse kant werkte een andere Nobelprijswinnaar, Fritz Haber, in hetzelfde veld.
Van 1919 tot aan zijn overlijden in 1935 was hij hoogleraar scheikunde aan de Universiteit van Lyon. Hij was gehuwd met Augustine Marie Boulant; ze kregen een zoon, Roger, die in de academische voetstappen van zijn vader trad, en een dochter.

## Werk
Gignard is het bekendst geworden vanwege zijn methode om koolstof-koolstofbindingen te maken, de Grignard-reactie. De synthese verloopt in twee stappen:
- Synthese van het Grignard-reagens: een organomagnesiumverbinding (het Grignardreagens) wordt bereid door een organohalogenide (R-X, met R een alkyl- of arylgroep en X een halogeen zoals broom of jood) te laten reageren met magnesium, opgelost in di-ethylether. De gevormde verbinding heeft de algemene formule R-Mg-X.
- Nucleofiele additie aan de carbonylgroep: een keton of een aldehyde (beide bevatten een carbonylgroep) wordt toegevoegd aan de oplossing met het Grignard-reagens. Het koolstofatoom dat met het magnesiumatoom is verbonden, is zodanig negatief gepolariseerd dat het een goed nucleofiel is. Daardoor kan het reageren met het positief gepolariseerde koolstof uit de carbonylgroep. Na protonering van het ontstane intermediaire alkoxide wordt een alcohol gevormd.

Grignards methode is een belangrijk middel om grote organische verbindingen uit kleinere bouwstenen te maken. Door een zorgvuldige keuze van de uitgangsmaterialen kan een grote verscheidenheid aan verbindingen gemaakt worden.
1901: Van 't Hoff ·
1902: E. Fischer ·
1903: Arrhenius ·
1904: Ramsay ·
1905: Baeyer ·
1906: Moissan ·
1907: Buchner ·
1908: Rutherford ·
1909: Ostwald ·
1910: Wallach ·
1911: Curie ·
1912: Grignard, Sabatier ·
1913: Werner ·
1914: Richards ·
1915: Willstätter ·
1918: Haber ·
1920: Nernst ·
1921: Soddy ·
1922: Aston ·
1923: Pregl ·
1925: Zsigmondy ·
1926: Svedberg ·
1927: Wieland ·
1928: Windaus ·
1929: Harden, Euler-Chelpin ·
1930: H. Fischer · 
1931: Bosch, Bergius ·
1932: Langmuir ·
1934: Urey ·
1935: F. Joliot-Curie, I. Joliot-Curie ·
1936: Debye ·
1937: Haworth, Karrer ·
1938: Kuhn ·
1939: Butenandt, Ružička ·
1943: Hevesy · 
1944: Hahn ·
1945: Virtanen ·
1946: Sumner, Northrop, Stanley ·
1947: Robinson · 
1948: Tiselius · 
1949: Giauque ·
1950: Diels, Alder ·
1951: McMillan, Seaborg ·
1952: Martin, Synge ·
1953: Staudinger ·
1954: Pauling ·
1955: Vigneaud ·
1956: Hinshelwood, Semjonov ·
1957: Todd ·
1958: Sanger ·
1959: Heyrovský ·
1960: Libby ·
1961: Calvin ·
1962: Perutz, Kendrew ·
1963: Ziegler, Natta ·
1964: Hodgkin ·
1965: Woodward ·
1966: Mulliken ·
1967: Eigen, Norrish, Porter ·
1968: Onsager ·
1969: Barton, Hassel ·
1970: Leloir ·
1971: Herzberg ·
1972: Anfinsen, Moore, Stein · 
1973: E.O. Fischer, Wilkinson · 
1974: Flory ·
1975: Cornforth, Prelog ·
1976: Lipscomb ·
1977: Prigogine · 
1978: Mitchell ·
1979: Brown, Wittig ·
1980: Berg, Gilbert, Sanger ·
1981: Fukui, Hoffmann ·
1982: Klug ·
1983: Taube ·
1984: Merrifield ·
1985: Hauptman, Karle ·
1986: Herschbach, Lee, Polanyi ·
1987: Cram, Lehn, Pedersen ·
1988: Deisenhofer, Huber, Michel ·
1989: Altman, Cech ·
1990: Corey ·
1991: Ernst ·
1992: Marcus ·
1993: Mullis, Smith ·
1994: Olah ·
1995: Crutzen, Molina, Rowland ·
1996: Curl, Kroto, Smalley ·
1997: Boyer, Walker, Skou ·
1998: Kohn, Pople ·
1999: Zewail ·
2000: Heeger, MacDiarmid, Shirakawa ·
2001: Knowles, Noyori, Sharpless ·
2002: Fenn, Tanaka, Wüthrich ·
2003: Agre, MacKinnon ·
2004: Ciechanover, Hershko, Rose ·
2005: Grubbs, Schrock, Chauvin ·
2006: Kornberg ·
2007: Ertl ·
2008: Shimomura, Chalfie, Tsien ·
2009: Steitz, Yonath, Ramakrishnan ·
2010: Heck, Negishi, Suzuki ·
2011: Shechtman ·
2012: Kobilka, Lefkowitz ·
2013: Karplus, Levitt, Warshel ·
2014: Betzig, Hell, Moerner ·
2015: Lindahl, Modrich, Sancar ·
2016: Sauvage, Stoddart, Feringa ·
2017: Dubochet, Frank, Henderson · 
2018: Arnold, Winter, Smith ·   
2019: Goodenough, Whittingham, Yoshino ·
2020: Charpentier, Doudna ·
2021: List, MacMillan ·
2022: Bertozzi, Meldal, Sharpless ·
2023: Bawendi, Brus, Jekimov ·
2024: Baker, Hassabis, Jumper